# Victor Loret
Victor Clement Georges Philippe Loret (París, 1 de setembre de 1859 - 3 de febrer de 1946) va ser un egiptòleg i naturalista francès

## Biografia
Fill del compositor belga Clément Loret, va estudiar egiptologia amb Gaston Maspero a l'École des Hautes Études de París. El 1881 viatja a Egipte. Serà un dels primers investigadors de la Missió Arqueològica Francesa al Caire. Aquesta estada duraria cinc anys, i viatjaria amb el seu mestre cap a les fonts del Nil.
El 1883 treballa a Tebes amb Eugène Lefébure en l'estudi de les inscripcions i decoració de diferents tombes. Aquest és, aparentment, el seu primer contacte amb la Vall dels Reis. El 1897 es va convertir en cap del Servei d'Antiguitats, i en 1898 va descobrir la tomba d'Amenhotep II (KV35)
A més, es deu a Loret el fet d'haver descobert, o excavat, les següents tombes de la Vall dels Reis: KV32, KV33, KV34, KV35, KV36, KV38, KV40, KV41 i KV42.
Els seus deixebles Pierre Montet, Charles Kuentz, Henri Gauthier, Eugene Devaud i Alexandre Varille també serien després famosos egiptòlegs.
A la seva mort, la seva biblioteca i fotografies es van dipositar a la Universitat de Lió, i les seves notes filològiques es troben actualment en l'Institut de França, a París, però la majoria dels seus arxius van acabar en mans d'un dels seus deixebles predilectes: Alexandre Varille, després de la seva mort, a 1951, van ser venuts per la seva família, i al gener de 2002 la Universitat de Milà va aconseguir adquirir-los.

## Obres
- L'Égypte aux temps des pharaons, 1898
- Li tombeau d'Aménophis II et la cachette royale de Biban el-Molouk, n ° 3, pp.98-112, BIE, El Caire, 1899
- Li tombeau de Thoutmès III à Biban el-Molouk, n ° 3, pp.91-97, BIE, El Caire, 1899
- L'Oryx dans l'ancienne Égypte, étude sur le nom Egyptien de l'oryx (juntament amb A. Bonnet), H. Georg, Lió, 1908

## Honors

### Epònims
- (Alstroemeriaceae) Bomarea loretii Kraenzl.[2]
- (Amaryllidaceae) Narcissus loretii  Rouy[3]
- (Apiaceae) Anthrichaerophyllum × loretii (Rouy & EGCamus) P.Fourn.[4]